# Космос (кінотеатр, Сімферополь)
Кинотеатр «Космос» — кінотеатр у Сімферополі у Залізничному районі, за адресою вулиця Гагаріна, 2а.

## Опис
У кінотеатрі знаходиться комфортна відреставрована кінозала на 280 місць і додатково — 10 VIP-диванів на останніх рядах, обладнана найновішим звуком, що створює ефект 100 % присутності. Великий англійський безшовний екран.

## Історія
Кінотеатр «Космос» збудовано у 1967 році. «Космос» став одним із перших стереокінотеатрів, але тривимірне кіно тоді не набуло широкого поширення.
У 1975—1978 році поруч із «Космосом» у салоні пасажирського літака Іл-18 з'явився дитячий кінотеатр «Іллюша». Щоб привезти його з аеропорту вночі, навіть зняли тролейбусні проводи. Донині цей унікальний дитячий кінотеатр не зберігся. У 90-ті роки цей літак був проданий приватному підприємцю, і був розпиляний на металобрухт у 2000 році.
У 2003 році було проведено реконструкцію кінотеатру.
У 2012 році архітектурна майстерня «qbarchitecture» спроектувала сучасний «Концерт-Холл Космос», на місці кінотеатру. Проте проект залишився незатребуваним.
Станом на момент окупації в 2014 році в кінотеатрі показували артхаусне кіно: фестивальні фільми та короткометражки, його основним контингентом була творча молодь.
Востаннє у ньому показували фільми на великому екрані у 2016 році — у рамках «Року російського кіно».